# 理系男子。 勉強になる!? キャラクターソング
『理系男子。 勉強になる!? キャラクターソング』（りけいだんし。べんきょうになる!? キャラクターソング）は、アニメイトTVが企画する『男子。』シリーズ、勉強サポート・プロジェクトの『理系男子。』のキャラクターソングを収録しているアルバムである。2009年6月24日から2011年12月22日までフロンティアワークスより発売された。

## 概要
アニメイトTVが企画する『男子。』シリーズ第1弾、勉強サポート・プロジェクトの『理系男子。』のキャラクターソング。第1弾が2009年に、第2弾が2010年、第3弾が2011年に発売。この他、第1弾と第2弾のキャラクターソングのみ収録したベスト・アルバムがTHE BESTとして2011年に発売。第1弾にはキャラクターソングと主題歌の各ソロバージョンが収録されている。
理系男子。NEXT 勉強になる!? キャラクターソングは同じプロジェクト内のいわば続編にあたる。ただし、「理化学研究会」に所属するという設定の男子高校生4人が勉強を助けてくれるという趣旨は共通するものの、本作の声優はNEXTでは歌唱していない。

## 第1弾

### Vol.1
歌は、水ノ素 爆（岡本信彦）。2009年6月24日に「軽井空也」と同時に発売された。
1. 並べ!元素記号（勉強科目：化学） [4:09]
作詞：外原祥子、作曲・編曲：新井健史
2. 原子分子マイン 〜ぼくらの理科室〜 [4:30]
作詞：村上一葉、作曲・編曲：岩野道拓
3. モノローグドラマ 水ノ素 爆編 [10:43]

### Vol.2
歌は、軽井空也（神谷浩史）。2009年6月24日に「水ノ素 爆」と同時に発売された。
1. うるわし PERFECT☆BOY（勉強科目：古文） [3:22]
作詞：外原祥子、作曲・編曲：岩野道拓
2. 原子分子マイン 〜ぼくらの理科室〜 [4:31]
作詞：村上一葉、作曲・編曲：岩野道拓
3. モノローグドラマ 軽井空也編 [11:21]

### Vol.3
歌は、輝 銀次郎（杉田智和）。2009年7月23日に「灰原元気」と同時に発売された。
1. 鎖国DAYS（勉強科目：日本史） [4:22]
作詞：外原祥子、作曲・編曲：岩野道拓
2. 原子分子マイン 〜ぼくらの理科室〜 [4:29]
作詞：村上一葉、作曲・編曲：岩野道拓
3. モノローグドラマ 輝銀次郎編 [11:13]

### Vol.4
歌は、灰原元気（小野大輔）。2009年7月23日に「輝 銀次郎」と同時に発売された。
1. 迷いのヌクレオチド（勉強科目：生物） [4:19]
作詞：外原祥子、作曲・編曲：岩野道拓
2. 原子分子マイン 〜ぼくらの理科室〜　[4:31]
作詞：村上一葉、作曲・編曲：岩野道拓
3. モノローグドラマ 灰原元気編 [11:12]

## 第2弾

### Vol.1（第2弾）
歌は、水ノ素 爆（岡本信彦）と灰原元気（小野大輔）。2010年10月27日に発売。
1. 結晶バンザイ!（勉強科目：化学）
作詞：村上一葉、作曲：岩野道拓、歌：水ノ素 爆（岡本信彦）
2. 情熱ヾ(*・∀・)ﾉスペクトル（勉強科目：物理）
作詞：梨族透穂、作曲：新井健史、歌：水ノ素 爆（岡本信彦）
3. 葉緑体 〜僕と君と緑と光〜（勉強科目：生物）
作詞：村上一葉、作曲：岩野道拓、歌：灰原元気（小野大輔）
4. 進化☆ミラクル（勉強科目：地学）
作詞：外原祥子、作曲：新井健史、歌：灰原元気（小野大輔）
5. fellowそぞろfollow
作詞：外原祥子、作曲：新井健史、歌：水ノ素 爆（岡本信彦）&灰原元気（小野大輔）
6. ミニドラマ「ひまわり畑で」

### Vol.2（第2弾）
歌は、軽井空也（神谷浩史）と輝 銀次郎（杉田智和）。2010年11月24日に発売。
1. at 少しだけ（勉強科目：英語）
作詞：外原祥子、作曲：岩野道拓、歌：軽井空也（神谷浩史）
2. 美人☆美人 花園（勉強科目：漢文）
作詞：村上一葉、作曲：新井健史、歌：軽井空也（神谷浩史）
3. 独断専行→ソリチュード（勉強科目：世界史）
作詞：外原祥子、作曲：新井健史、歌：輝 銀次郎（杉田智和）
4. Limitation∞（勉強科目：数学）
作詞：梨族透穂、作曲：岩野道拓、歌：輝 銀次郎（杉田智和）
5. 感じて エレメント
作詞：外原祥子、作曲：岩野道拓、歌：軽井空也（神谷浩史）&輝 銀次郎（杉田智和）
6. ミニドラマ「雨の理科室で」

## 第3弾
歌は、水ノ素 爆（岡本信彦）、軽井空也（神谷浩史）、輝 銀次郎（杉田智和） 、灰原元気（小野大輔）、山田大津（近藤隆）、輝 金太郎（高橋広樹）。2011年12月22日に発売。
1. ありがとうを1mol!（勉強科目：化学）
作詞：村上一葉、作曲：新井健史、歌：水ノ素 爆（岡本信彦）
2. あいらし Tender♥ Girl（勉強科目：古文）
作詞：外原祥子、作曲：岩野道拓、歌：軽井空也（神谷浩史）
3. ＝1（勉強科目：数学）
作詞：沖島夕美、作曲：岩野道拓、歌：輝 銀次郎（杉田智和）
4. Fall in love 完了！（勉強科目：英語）
作詞：外原祥子、作曲：新井健史、歌：灰原元気（小野大輔）
5. 君はベンゼン環（勉強科目：化学）
作詞：村上一葉、作曲：岩野道拓、歌：山田大津（近藤隆）
6. 銀と金の系統樹（勉強科目：生物）
作詞：村上一葉、作曲：岩野道拓、歌：輝 金太郎（高橋広樹）。
7. ありがとうを1mol!（勉強科目：化学）カラオケ Ver.
8. あいらし Tender♥ Girl（勉強科目：古文）カラオケ Ver
9. ＝1（勉強科目：数学）カラオケ Ver.
10. Fall in love 完了！（勉強科目：英語）カラオケ Ver.
11. 君はベンゼン環（勉強科目：化学）（カラオケ Ver.
12. 銀と金の系統樹（勉強科目：生物）カラオケ Ver.

## THE BEST
主題歌とデュエットソングを除くキャラクターソング全１２曲を収録したベスト・アルバム。歌は、水ノ素 爆（岡本信彦）、軽井空也（神谷浩史）、輝 銀次郎（杉田智和） 、灰原元気（小野大輔）。2011年10月26日に発売された。勉強の解説は付かず、歌詞のみ付属。
1. 並べ!元素記号（勉強科目：化学）
作詞：外原祥子、作曲・編曲：新井健史、歌：水ノ素 爆（岡本信彦）
2. 結晶バンザイ!（勉強科目：化学）
作詞：村上一葉、作曲：岩野道拓、歌：水ノ素 爆（岡本信彦）
3. 情熱ヾ(*・∀・)ﾉスペクトル（勉強科目：物理）
作詞：梨族透穂、作曲：新井健史、歌：水ノ素 爆（岡本信彦）
4. うるわし PERFECT☆BOY（勉強科目：古文）
作詞：外原祥子、作曲・編曲：岩野道拓、歌：軽井空也（神谷浩史）
5. At 少しだけ（勉強科目：英語）
作詞：外原祥子、作曲：岩野道拓、歌：軽井空也（神谷浩史）
6. 美人☆美人 花園（勉強科目：漢文）
作詞：村上一葉、作曲：新井健史、歌：軽井空也（神谷浩史）
7. 鎖国DAYS（勉強科目：日本史）
作詞：外原祥子、作曲・編曲：岩野道拓、歌：輝 銀次郎（杉田智和）
8. 独断専行→ソリチュード（勉強科目：世界史）
作詞：外原祥子、作曲：新井健史、歌：輝 銀次郎（杉田智和）
9. Limitation∞（勉強科目：数学）
作詞：外原祥子、作曲：新井健史、歌：輝 銀次郎（杉田智和）
10. 迷いのヌクレオチド（勉強科目：生物）
作詞：外原祥子、作曲・編曲：岩野道拓、歌：灰原元気（小野大輔）
11. 葉緑体 〜僕と君と緑と光〜（勉強科目：生物）
作詞：村上一葉、作曲：岩野道拓、歌：灰原元気（小野大輔）
12. 進化☆ミラクル（勉強科目：地学）
作詞：外原祥子、作曲：新井健史、歌：灰原元気（小野大輔）

## 主題歌
原子分子マイン 〜ぼくらの理科室〜（『理系男子。』主題歌）
作詞：村上一葉、作曲：岩野道拓